# Budzyń (Mosina)
Budzyń – zachodnia część Mosiny, położona po zachodniej stronie linii kolejowej Poznań - Wrocław.
Budzyń dawniej był samodzielną wsią. W otoczeniu niewielkiego parku (2,7 ha), znajduje się zbudowany ok. 1870 dwór nawiązujący stylem do architektury francuskiej modnej w XIX w. w Wielkopolsce. W parku kilka pomnikowych drzew m.in. dęby o obwodzie 360 i 380 cm, lipa o obwodzie  420 cm, jesion o obwodzie 380 cm.